# سيدي خلخال (أولاد بوحدو)
سيدي خلخال هو دُوَّار يقع بجماعة كريفات، إقليم الفقيه بن صالح، جهة بني ملال خنيفرة في المملكة المغربية. ينتمي الدوّار لمشيخة أولاد بوحدو التي تضم 7 دواوير. يقدر عدد سكانه بـ 793 نسمة حسب الإحصاء الرسمي للسكان والسكنى لسنة 2004.

## روابط خارجية
- البوابة الوطنية للجماعات الترابية نسخة محفوظة 12 مارس 2018 على موقع واي باك مشين.
- المندوبية السامية للتخطيط